# Астейська сільська рада
Астейська сільська рада — орган місцевого самоврядування у Берегівському районі Закарпатської області з адміністративним центром у с. Астей.

## Населені пункти
Сільській раді були підпорядковані населені пункти:
- с. Астей

## Історія
Закарпатська обласна рада рішенням від 29 березня 2002 року в Берегівському районі утворила Астейську сільраду з центром у селі Астей.